# São Julião do Tojal
São Julião do Tojal ist eine Ortschaft und ehemalige Gemeinde in Portugal.

## Verwaltung

### Die Gemeinde
São Julião do Tojal ist eine ehemalige Gemeinde (Freguesia) im Kreis (Concelho) von Loures, Distrikt Lissabon. In ihr leben 3823 Einwohner (Stand 30. Juni 2011).
Im Gemeindegebiet liegen folgende Ortschaften:
- São Julião do Tojal
- Zambujal
- Bairro da Junqueira
- Bairro do Olival Queimado
- Bairro do Tazim

Am 29. September 2013 wurde die Gemeinde im Zuge der administrativen Neuordnung mit der Gemeinde Santo Antão do Tojal zur neuen Gemeinde União das Freguesias de Santo Antão e São Julião do Tojal zusammengeschlossen. Sitz der neuen Gemeinde ist Santo Antão do Tojal.

### Bevölkerungsentwicklung
| Einwohnerzahl der Gemeinde São Julião do Tojal (1862–2011) | Einwohnerzahl der Gemeinde São Julião do Tojal (1862–2011) | Einwohnerzahl der Gemeinde São Julião do Tojal (1862–2011) | Einwohnerzahl der Gemeinde São Julião do Tojal (1862–2011) | Einwohnerzahl der Gemeinde São Julião do Tojal (1862–2011) | Einwohnerzahl der Gemeinde São Julião do Tojal (1862–2011) | Einwohnerzahl der Gemeinde São Julião do Tojal (1862–2011) | Einwohnerzahl der Gemeinde São Julião do Tojal (1862–2011) | Einwohnerzahl der Gemeinde São Julião do Tojal (1862–2011) | Einwohnerzahl der Gemeinde São Julião do Tojal (1862–2011) | Einwohnerzahl der Gemeinde São Julião do Tojal (1862–2011) |
| ---------------------------------------------------------- | ---------------------------------------------------------- | ---------------------------------------------------------- | ---------------------------------------------------------- | ---------------------------------------------------------- | ---------------------------------------------------------- | ---------------------------------------------------------- | ---------------------------------------------------------- | ---------------------------------------------------------- | ---------------------------------------------------------- | ---------------------------------------------------------- |
| 1862                                                       | 1864                                                       | 1890                                                       | 1900                                                       | 1911                                                       | 1920                                                       | 1930                                                       | 1940                                                       | 1991                                                       | 2001                                                       | 2011                                                       |
| 1 250                                                      | 1 269                                                      | 1 383                                                      | 1 333                                                      | 1 584                                                      | 1 327                                                      | 1 480                                                      | 1 501                                                      | 3 279                                                      | 3 600                                                      | 3 823                                                      |